# Liste der Monuments historiques in Les Auxons
Die Liste der Monuments historiques in Les Auxons führt die Monuments historiques in der französischen Gemeinde Les Auxons auf.

## Liste der Objekte
| Bezeichnung                            | Beschreibung                                                                   | Standort                                        | Kennzeichnung | Schutzstatus | Datum | Bild |
| -------------------------------------- | ------------------------------------------------------------------------------ | ----------------------------------------------- | ------------- | ------------ | ----- | ---- |
| Gemälde Dreifaltigkeit                 | Ölfarbe auf Holz, 17. Jahrhundert                                              | Auxon-Dessous, in der Kirche Ste-Trinité (Lage) | PM25000057    | Classé       | 1908  |      |
| Gemälde Kreuzigung                     | Ölfarbe auf Leinwand, bezeichnet 1623                                          | Auxon-Dessus, in der Kirche St-Pierre (Lage)    | PM25000058    | Classé       | 1908  |      |
| Gemälde Darstellung des Herrn          | Ölfarbe auf Leinwand, bezeichnet 1625                                          | Auxon-Dessus, in der Kirche St-Pierre (Lage)    | PM25000059    | Classé       | 1908  |      |
| Gemälde Mariä Himmelfahrt              | Ölfarbe auf Leinwand, bezeichnet 1630                                          | Auxon-Dessus, in der Kirche St-Pierre (Lage)    | PM25000060    | Classé       | 1908  |      |
| Gemälde Heiliger Franziskus von Asissi | Ölfarbe auf Leinwand, 17. Jahrhundert; vergoldeter Holzrahmen, 19. Jahrhundert | Auxon-Dessus, in der Kirche St-Pierre (Lage)    | PM25000061    | Classé       | 1978  |      |
| Gemälde Der Vorrang des Petrus         | Ölfarbe auf Leinwand, 17. Jahrhundert                                          | Auxon-Dessus, in der Kirche St-Pierre (Lage)    | PM25000062    | Classé       | 1978  |      |
| Palissy                                | Ölfarbe auf Leinwand, Holzrahmen, 18. Jahrhundert                              | Auxon-Dessus, in der Kirche St-Pierre (Lage)    | PM25001843    | Inscrit      | 1978  |      |